# Monsters (film 2010)
Monsters è un film del 2010 scritto, diretto, fotografato, effettista degli effetti speciali e scenografato da Gareth Edwards.

## Trama
Nel 2016 delle forme di vita aliene si sono diffuse a macchia d'olio in tutta l'America centrale, causando una quarantena generale in metà del Messico. Lungo il confine con gli Stati Uniti, è stato creato un muro di separazione gestito da forze armate americane e messicane per contrastare l'espandersi delle creature.
Il film inizia con un filmato che riprende una pattuglia dell'esercito americano che guida attraverso una città del Texas nel bel mezzo della notte. Mentre uno dei soldati intona la Cavalcata delle Valchirie di Wagner, un'esplosione ribalta uno dei veicoli e il filmato mostra i soldati americani sparare ad una enorme creatura tentacolare. I militari ottengono l'approvazione per un attacco aereo contro il nemico. Nel frattempo, un civile chiede aiuto ai soldati mentre allontana il corpo di una donna dalla creatura. I soldati aiutano l'uomo sollevando la donna e cercando di portarla via. Pochi istanti dopo, un missile abbatte la creatura.
La scena seguente vede girovagare tra i resti di un edificio distrutto Andrew, un giovane fotoreporter americano, che è stato assunto dal suo ricco datore di lavoro per trovare la figlia Samantha e per riportarla negli Stati Uniti da San José, Costa Rica. Andrew trova Samantha e i due cominciano il loro viaggio di ritorno verso gli Stati Uniti. Ad Andrew non piace l'idea di fare da scorta alla figlia del suo datore di lavoro, mentre Samantha non ha voglia di tornare a casa per via del suo imminente matrimonio con il fidanzato. Durante il viaggio su un treno diretto verso la costa messicana, per prendere una barca per gli Stati Uniti, la coppia è costretta a scendere dal mezzo per via della distruzione della ferrovia. Vengono ospitati da una donna nella propria casa, la quale li informa che se non lasceranno il Paese entro tre giorni saranno costretti a rimanere in Messico per sei mesi, dal momento che i viaggi aerei e marittimi saranno bloccati. Una volta giunti al porto, Andrew compra il biglietto per gli Stati Uniti a Samantha, con partenza prevista per le 7 del mattino successivo. Quella notte i due bevono insieme e trascorrono una piacevole serata, ma Samantha non invita Andrew ad entrare nella sua stanza all'hotel e questi decide di continuare a bere, chiaramente deluso che non sia scattato nulla. La mattina seguente Samantha sveglia Andrew per prendere un caffè insieme prima della sua partenza, ma si risente nel notare che lui ha passato la notte con una ragazza dopo averla salutata la sera prima. Arrivati al molo però , Andrew si accorge di essere stato derubato dalla  stessa ragazza del posto con cui ha trascorso la notte. Tra gli oggetti rubati c'è anche il passaporto di Samantha, senza il quale alla ragazza non è permesso partire. Perciò i due sono costretti a cercare un modo alternativo per tornare negli Stati Uniti. Samantha baratta il suo anello di fidanzamento per pagare il viaggio via terra a sé stessa e ad Andrew, scortati attraverso la zona infetta. Raggiungono in auto il confine che delimita la zona infetta, poi proseguono il loro viaggio a bordo di una barca, che li conduce lungo il fiume. Nella notte una creatura aliena si avvicina all'imbarcazione, ma Samantha ed Andrew e gli altri a bordo riescono a ripartire e ad allontanarsi. La barca si ferma la mattina dopo sulla sponda del fiume e lascia Samantha ed Andrew nelle mani di un gruppo di uomini armati, che li scorterà fino al confine con gli Stati Uniti. Ma mentre sono in viaggio, nella notte, la loro auto viene attaccata da una creatura aliena, che uccide tutti i membri della scorta, lasciando Andrew e Samantha costretti a proseguire da soli. Alla fine i due arrivano al muro di confine, che separa la grande zona infetta dagli Stati Uniti, ma una volta raggiunto il checkpoint, Andrew e Samantha si rendono conto che il confine statunitense è stato evacuato e che gli alieni hanno invaso anche gli Stati Uniti. Dopo aver camminato, la coppia sceglie di trascorrere la notte presso un distributore di benzina abbandonato. Andrew chiama la polizia e viene assicurato che una pattuglia giungerà presto per portare lui e Samantha al sicuro. Andrew e Samantha telefonano alle loro rispettive famiglie, informandole del loro imminente ritorno ma, all'improvviso, compare una creatura aliena. Il mostro penetra all'interno della stazione di servizio con i suoi tentacoli, ma non attacca Samantha, che era rimasta all'interno, bensì si limita ad estrarre energia elettrica dal televisore acceso. Samantha allora spegne la corrente e la creatura aliena si allontana. Contemporaneamente giunge un'altra creatura aliena. Andrew e Samantha rimangono meravigliati dallo spettacolo offerto loro da quelle creature aliene, che non si mostrano aggressive nei loro confronti, ma si limitano a flirtare tra loro. Le creature aliene si allontanano e Samantha, con tono nostalgico, dichiara di non voler tornare a casa e si avvicina ad Andrew. I due si baciano, ma vengono interrotti dall'arrivo dei militari. Uno dei soldati giunti a prelevarli intona la "Cavalcata delle Valchirie" e i dialoghi degli altri soldati sono gli stessi del filmato d'apertura del film. Perciò viene svelato che la scena d'apertura del film riprende in realtà ciò che accade ad Andrew e Samantha dopo essere stati prelevati dai militari.

## Produzione
Ispirandosi a film come 28 giorni dopo di Danny Boyle, Cloverfield di Matt Reeves, District 9 di Neill Blomkamp e Jurassic Park di Steven Spielberg, l'aspirante regista inglese Gareth Edwards nel 2009 iniziò a lavorare a una sceneggiatura dai toni horror fantascientifici, dando una premessa su ciò che sarebbe stato il suo film di debutto: «Sei anni fa, una sonda della NASA è tornata nel Nuovo Messico con un contenuto alieno, che improvvisamente ha preso a crescere e a proliferare, contagiando e occupando tutto il sud degli Stati Uniti e il nord del Messico. Ora, un giornalista americano accetta di scortare un turista USA da questa terra di nessuno alla salvezza».
Occupandosi oltre che della sceneggiatura, anche di regia, fotografia e, in parte, del montaggio, Edwards si è aiutato con il limitato fondo finanziario offertogli dalla Vertigo Films per il sostentamento della lavorazione nell'America Centrale, tra Messico, Guatemala, Belize e in parte negli Stati Uniti. Allan Niblo e James Richardson della Vertigo sono stati incaricati di supervisionare la produzione.
Per ragioni di bilancio (15 000 $ circa nella lavorazione, 500 000 $ circa totali), Edwards non ha scritto una vera e propria sceneggiatura, stendendo tutt'al più degli scena per scena privi di dialogo, lasciando agli attori libera creatività riguardo alle battute. Secondo il regista, dall'idea originale fino al concepimento finale, l'opera è essenzialmente un road movie che intreccia in esso amore (il rapporto tra i due protagonisti) e fantascienza, mescolando a sé elementi romantici e di film di mostri. Comunque, l'intenzione di Edwards era di realizzare «qualcosa come un Lost in Translation che incontra La guerra dei mondi».
Per circa il 90% delle riprese, la troupe è consistita nella presenza di 7 persone, trasportate sui set tutte in un solo autofurgone; queste erano: Ian Maclagan (operatore del suono), Jim Spencer (produttore), Verity Oswin (fissatore), Gareth Edwards, autista, gli attori Able e McNairy. A causa del basso bilancio a disposizione, non è stato possibile adoperare un'apparecchiatura Dolly sulla quale montare una telecamera, motivo per cui Edwards ha fatto posizionare una macchina da presa fuori dal finestrino del furgone della troupe, imbottita con alcuni vestiti.
(Edwards sulla prima concezione del film, e i possibili sviluppi futuri)
Gli effetti visivi sono stati realizzati direttamente da Edwards attraverso il proprio computer.
La versione finale mostrata ai vari festival è arrivata dopo ore ed ore di montaggio e selezione di scene. In accordo con Edwards, il primo montaggio era della durata di 4 ore e mezza, escludendo in quella selezione centinaia di ore di girato mai usate. Procedendo con il taglio delle scene, la durata è stata accorciata attorno ai 90 minuti.

## Colonna sonora
Il compositore inglese Jon Hopkins, noto anche per i suoi lavori nel campo dell'elettronica, è stato scritturato per la realizzazione della colonna sonora.

## Promozione
Il 16 luglio 2010, la rivista Empire ha pubblicato in rete la prima locandina inglese fortemente ispirata allo stesso materiale promozionale usato durante la campagna di marketing virale di District 9, poco più di una settimana dopo, il 26, il sito web Movies IGN ha mostrato il primo trailer ufficiale e una nuova locandina per l'uscita britannica.
La prima locandina per la promozione americana è stata resa disponibile dall'Internet Movie DataBase il 9 agosto 2010, con lo slogan «Now, it's our turn to adapt», disegnata da Neil Kellerhouse e Erik Buckham.

## Distribuzione
Presentato nel marzo 2010 come parte dell'edizione della mostra cinematografica e musicale South by Southwest di Austin con un'anteprima di alcuni minuti, ricevendo una buona accoglienza, il 17 dello stesso mese, la Magnet Releasing per la Magnolia Pictures ne ha acquistato i diritti per la distribuzione cinematografica in Nord America e Messico interessata al prodotto. Il 24 maggio la DFilms ha acquistato i diritti per la distribuzione cinematografica in Canada dalla Magnolia dopo aver partecipato alla proiezione del film al SXSW. Ha anche preso parte all'edizione 2010 del festival di Cannes nella sezione del mercato per la prevendita di diritti di distribuzione in cerca di compratori per il mercato estero.
In giugno è stato presentato in anteprima nazionale per il Regno Unito al festival del cinema di Edimburgo, anticipando di pochi giorni la presentazione del film negli Stati Uniti lo stesso mese al Los Angeles Film Festival.
Tra luglio e agosto è stato oggetto di anteprime anche al Melbourne International Film Festival in Australia e al Fantasy Filmfest in Germania.

### Date di uscita
Monsters ha debuttato nei cinema russi con una prima cinematografica il 30 settembre 2010, distribuito dalla Volgafilm e con Timur Bekmambetov a parteciparvi.
Il film era inizialmente previsto per uscire nelle sale cinematografiche statunitensi il 12 novembre 2010, distribuito dalla Vertigo Films, ma dopo il passaggio dei diritti di distribuzione dalla Vertigo alla Magnolia Pictures, quest'ultima ne anticipò la data d'uscita di due settimane circa, al 29 ottobre, optando per una iniziale uscita limitata.
In Italia esce il 4 marzo 2011 distribuito da One Movie; la data d'uscita fu annunciata poco meno di due mesi prima, il 9 gennaio, accompagnata dal primo trailer per l'edizione italiana e da una breve sinossi redatta dalla compagnia distributrice.

### Edizioni home video
Dal 25 settembre 2010 Monsters è stato reso fruibile per la televisione on demand, distribuito da Magnolia Pictures.

## Accoglienza

### Critica
Il film è stato accolto positivamente dalla critica e dal pubblico. Su Rotten Tomatoes ha ottenuto il 72% di recensioni positive, su Metacritic ha registrato 63/100 basato su 23 recensioni. Peter Bradshaw, giornalista del The Guardian, ha affermato che Edwards "è riuscito ad unire gli elementi dark di Werner Herzog e Francis Ford Coppola, in una trama dai toni Spielbergiani".

### Incassi
Il film ha riscosso un buon successo al botteghino, pur trattandosi di un film indipendente, incassando 4.2 milioni di dollari.

## Riconoscimenti
- 2010 - British Independent Film Awards
  - Miglior regista a Gareth Edwards
  - Miglior produzione a Gareth Edwards
  - Miglior contributo tecnico a Gareth Edwards
  - Nomination Miglior film a Gareth Edwards
  - Nomination Miglior attore a Scoot McNairy
  - Nomination Premio Douglas Hickox a Gareth Edwards
- 2010 - Saturn Award
  - Miglior film internazionale a Gareth Edwards
  - Nomination Miglior edizione speciale DVD a Gareth Edwards
- 2011 - Empire Awards
  - Nomination Miglior film britannico a Gareth Edwards
  - Nomination Miglior debutto a Gareth Edwards
- 2011 - British Academy Film Awards
  - Nomination Miglior esordio britannico da regista, sceneggiatore o produttore a Gareth Edwards
- 2011 - Scream Award
  - Miglior film indipendente a Gareth Edwards
  - Nomination Miglior film di fantascienza a Gareth Edwards
- 2010 - National Board of Review of Motion Pictures
  - Tra i Migliori film indipendenti[24]

## Sequel
Nel 2014 è uscito il sequel del film.